# Vittaria guineensis
Vittaria guineensis là một loài dương xỉ trong họ Pteridaceae. Loài này được Desv. mô tả khoa học đầu tiên năm 1811.